# Chromatomyia caprifoliae
Chromatomyia caprifoliae este o specie de muște din genul Chromatomyia, familia Agromyzidae, descrisă de Spencer în anul 1969.
Este endemică în Alberta. Conform Catalogue of Life specia Chromatomyia caprifoliae nu are subspecii cunoscute.